# Наталія Нейдхарт
Наталі «Нетті» Кетрін Нейдхарт (англ. Natalie «Nattie» Katherine Neidhart) — канадська професійна реслерка. Нині працює у WWE під ім'ям Наталія.

## У реслінгу
Фінішер
- Nattie by Nature
- Sharpshooter

Улюблені прийоми
- Michinoku driver II
- Rear naked choke
- Snap suplex
- Surfboard

Музичні теми
- «Yeah Baby» від Jim Johnston[1]
- «New Foundation» від Jim Johnston[2]

## Фільмографія
| Рік       | Назва                          | Роль      | Примітки                       |
| --------- | ------------------------------ | --------- | ------------------------------ |
| 2013–нині | Total Divas                    | Грає себе | Головний склад (1 сезон–нині)  |
| 2014      | Chasing Maria Menounos         | Грає себе | Гість: 1 епізод                |
| 2015      | WWE Breaking Ground            | Грає себе | Епізод: "Countdown"            |
| 2015      | WWE Tough Enough               | Грає себе | Гість (6 сезон)                |
| 2016      | E! Countdown to the Red Carpet | Грає себе | Оскар                          |
| 2017–19   | Total Bellas                   | Грає себе | Гість (сезони 2–4): 5 епізодів |

## Титули і нагороди

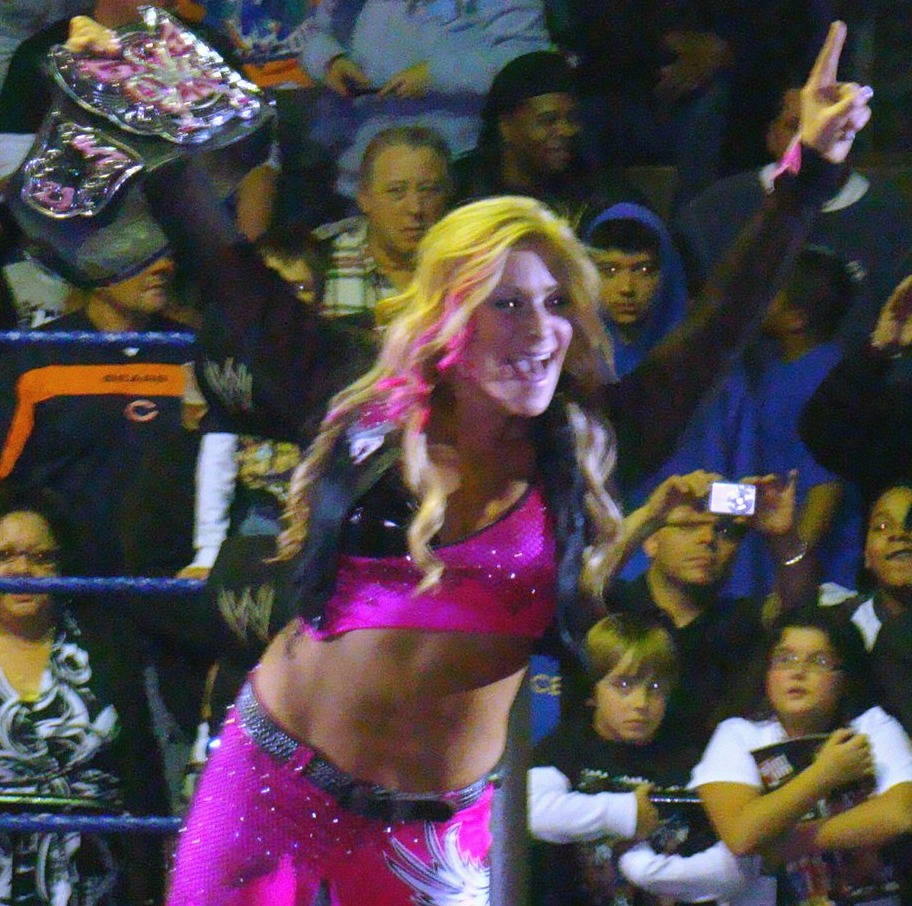
Наталья Чемпіонка Дів WWE

NWA: Extreme Canadian Championship Wrestling
- SuperGirls Championship (1 раз)

Pro Wrestling Illustrated
- PWI ставить її № 4 в переліку топ 50 реслерок у 2011 році[4]

Stampede Wrestling
- Stampede Women's Pacific Championship (2 рази)[5]
- Жінка-реслер року (2005)[6]

World Wrestling Entertainment
- Чемпіонка дів (1 раз)[7]
- Чемпіон WWE SmackDown серед жінок (1 раз)[8]

Canadian Wrestling Hall of Fame
- Введена до залу слави одна.[9]
  - З сім'єю Харт.[9]

Wrestling Observer Newsletter
- Найгірший матч року (2013) разом з Брі Белла, Кемерон, Єва Марі, Жожо Оверман, Наомі та Ніккі Белла проти Ей Джей Лі, Аксани, Аліши Фокс, Кейтлін, Рози Мендес, Саммер Рей та Таміни Снуки 24 листопада.[10]